# Абелькур
Абельку́р (фр. Abelcourt) — коммуна во Франции, находится в регионе Франш-Конте. Департамент — Верхняя Сона. Входит в состав кантона Со. Округ коммуны — Люр.
Код INSEE коммуны — 70001.

## География
Коммуна расположена приблизительно в 320 км к востоку от Парижа, в 65 км севернее Безансона, в 21 км к северо-востоку от Везуля.

## Население
Население коммуны на 2010 год составляло 340 человек.
| 1962 | 1968 | 1975 | 1982 | 1990 | 1999 | 2010 |
| ---- | ---- | ---- | ---- | ---- | ---- | ---- |
| 172  | 157  | 144  | 229  | 253  | 303  | 340  |

## Экономика

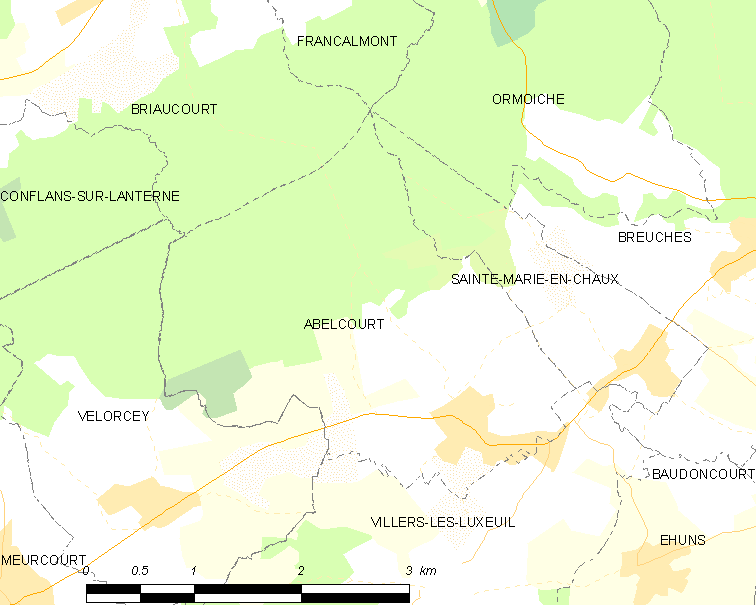
Карта коммуны

В 2010 году среди 229 человек трудоспособного возраста (15—64 лет) 173 были экономически активными, 56 — неактивными (показатель активности — 75,5 %, в 1999 году было 68,2 %). Из 173 активных жителей работали 153 человека (86 мужчин и 67 женщин), безработных было 20 (12 мужчин и 8 женщин). Среди 56 неактивных 13 человек были учениками или студентами, 20 — пенсионерами, 23 были неактивными по другим причинам.